# Милан (Шашик)
Ми́лан Ша́шик (словац. Milan Šášik, 17 сентября 1952, Легота, Словакия — 14 июля 2020) — епископ Мукачевской грекокатолической епархии с 17 марта 2010 года по 14 июля 2020 года, один из епископов Русинской грекокатолической церкви, член монашеской конгрегации лазаристов.

## Биография
Родился 17 сентября 1952 года в Легота, Словакия. После окончания начальной и средней школы c 1971 года по 1976 год был слушателем курсов философии и теологии в Высшей семинарии в Братиславе.
31 июля 1971 года вступил в миссионерскую конгрегацию лазаристов. 27 сентября 1973 года принял вечные обеты.
6 июня 1976 года был рукоположён в священника. В дальнейшем занимался пастырской деятельностью. После получения разрешения Святого Престола Милан Шашик служил в византийском и латинском обрядах.
С 1990 по 1992 год обучался в Папском Институте Духовности «Teresianum» в Рим, где получил степень магистра.
С 5 октября 1992 года по 7 июля 1998 года работал в Апостольской нунциатуре на Украине. Затем в течение одного года был Директором новициата в конгрегации лазаристов в Словакии. В августе 2000 году вернулся на Украину и стал настоятелем в Перечине.
12 ноября 2002 года папа римский Иоанн Павел II назначил Милана Шашика титулярным епископом Бононии и апостольским администратором ad nutum Sanctae Sedis Мукачевской епархии Русинской грекокатолической церкви.
6 января 2003 года в Соборе святого Петра в Риме Милан Шашик был рукоположен в епископа.
Милан Шашик кроме родного словацкого языка, свободно владел украинским, итальянским, чешским, русским и польским языками.

## Награды
- 2007 — Орден «За заслуги» ІІІ степени[3]
- 2020 — Орден «За заслуги» ІІ степени[4]